# Westport (Wisconsin)
Westport es un pueblo ubicado en el condado de Dane en el estado estadounidense de Wisconsin. En el Censo de 2010 tenía una población de 3950 habitantes y una densidad poblacional de 58,76 personas por km².

## Geografía
Westport se encuentra ubicado en las coordenadas 43°9′29″N 89°25′32″O / 43.15806, -89.42556. Según la Oficina del Censo de los Estados Unidos, Westport tiene una superficie total de 67.22 km², de la cual 53.66 km² corresponden a tierra firme y (20.17%) 13.56 km² es agua.

## Demografía
Según el censo de 2010, había 3950 personas residiendo en Westport. La densidad de población era de 58,76 hab./km². De los 3950 habitantes, Westport estaba compuesto por el 95.52% blancos, el 0.86% eran afroamericanos, el 0.18% eran amerindios, el 1.85% eran asiáticos, el 0.03% eran isleños del Pacífico, el 0.41% eran de otras razas y el 1.16% pertenecían a dos o más razas. Del total de la población el 2.1% eran hispanos o latinos de cualquier raza.